# Едрица (озеро, Слепнёвская волость Куньинского района)
Едрица или Едрино — озеро в Слепнёвской волости Куньинского района Псковской области, в 2 км от северо-западной окраины Двинье-Велинского озера.
Площадь — 1,1 км² (106,0 га; с островами — 1,3 км² или 127,0 га). Максимальная глубина — 4,0 м, средняя глубина — 2,0 м. Имеется 5 островов общей площадью 21,0 га.
У северо-западного прибрежья расположена деревня Котово. Волостной центр, деревня Слепнёво, расположен в 5 км к юго-западу от озера.
Слабопроточное. Относится к бассейну реки Кунья, приток реки Ловать. Из озера вытекает ручей Едрицкий, впадающий в Кунью.
Тип озера плотвично-окуневый (карасевый). Массовые виды рыб: Карась, плотва, вьюн, верховка, щука, окунь, ерш, красноперка, густера, линь (в 1996 году в результате зимнего замора остались карась и плотва, вьюн и верховка, прочие рыбы встречались единично).
Для озера характерно: отлогие, крутые и низкие, местами заболоченные берега, луга, лиственный лес, небольшое болото; дно в центре илистое, в литорали — песок, песок с глиной, камни, заиленный песок, коряги, сплавины. Есть береговые ключи. Бывают заморы.
В начале XX века озеро Едрино было принято брать за исток реки Кунья.